# Roomba

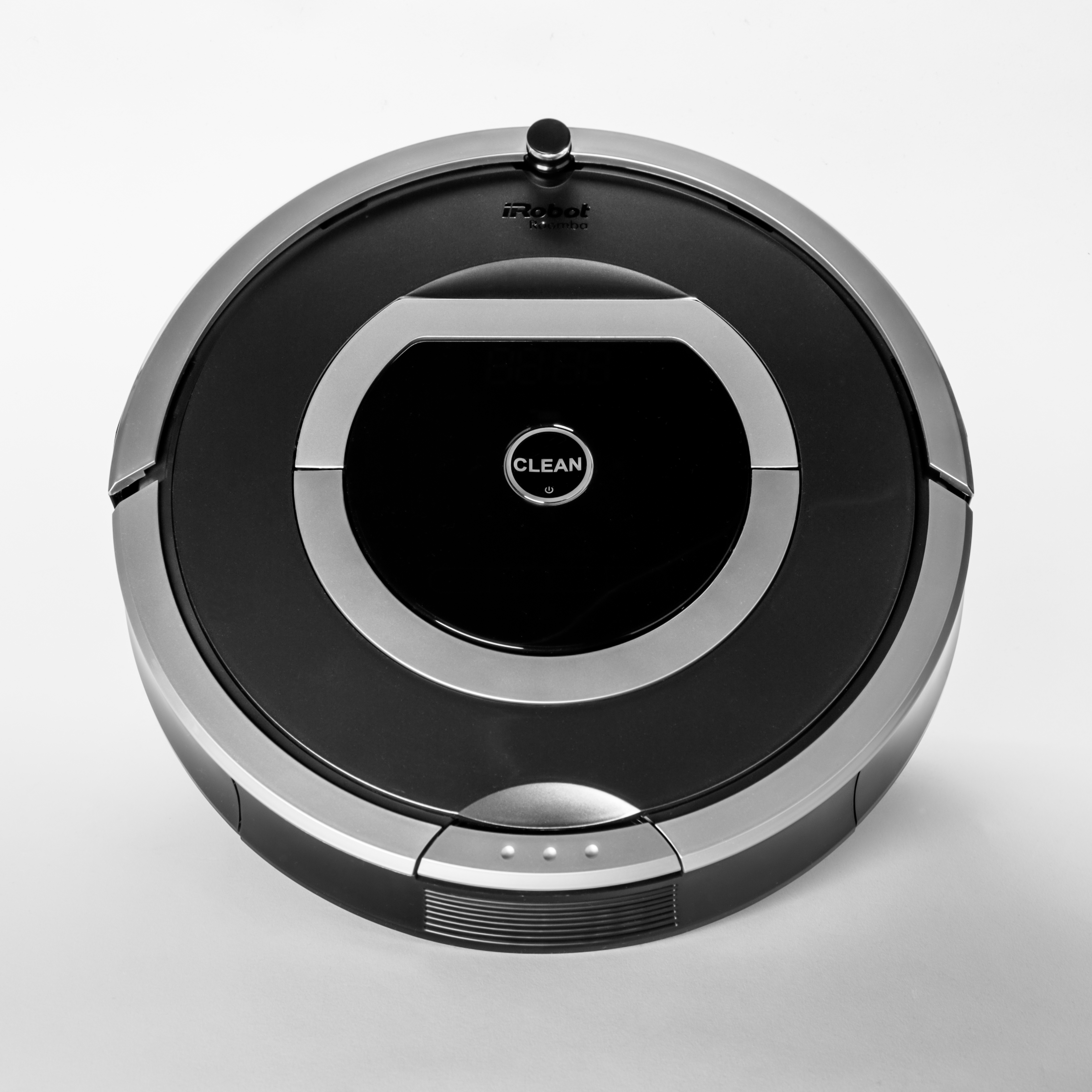
Roomba (2014)

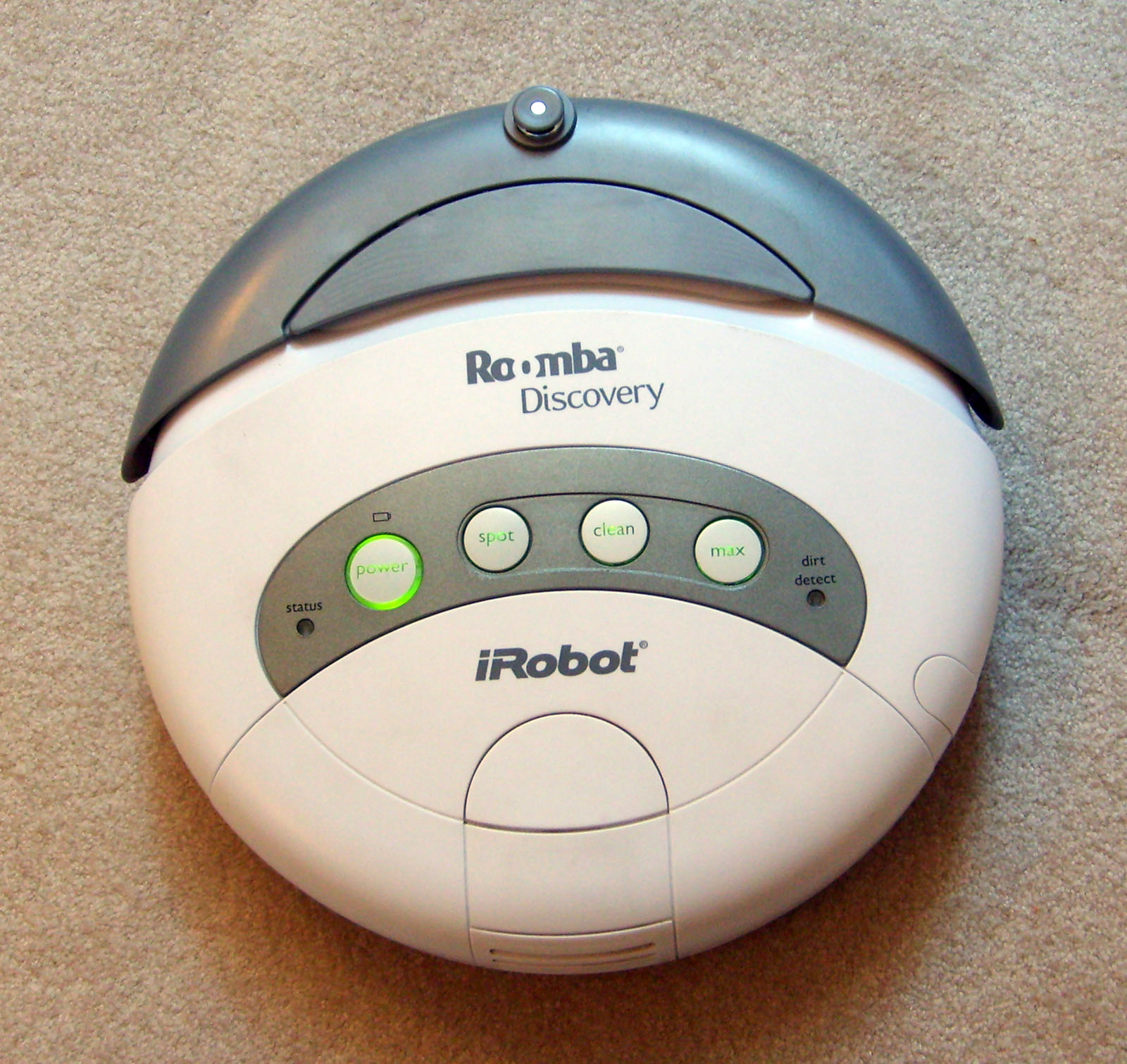
Roomba von iRobot (2007)

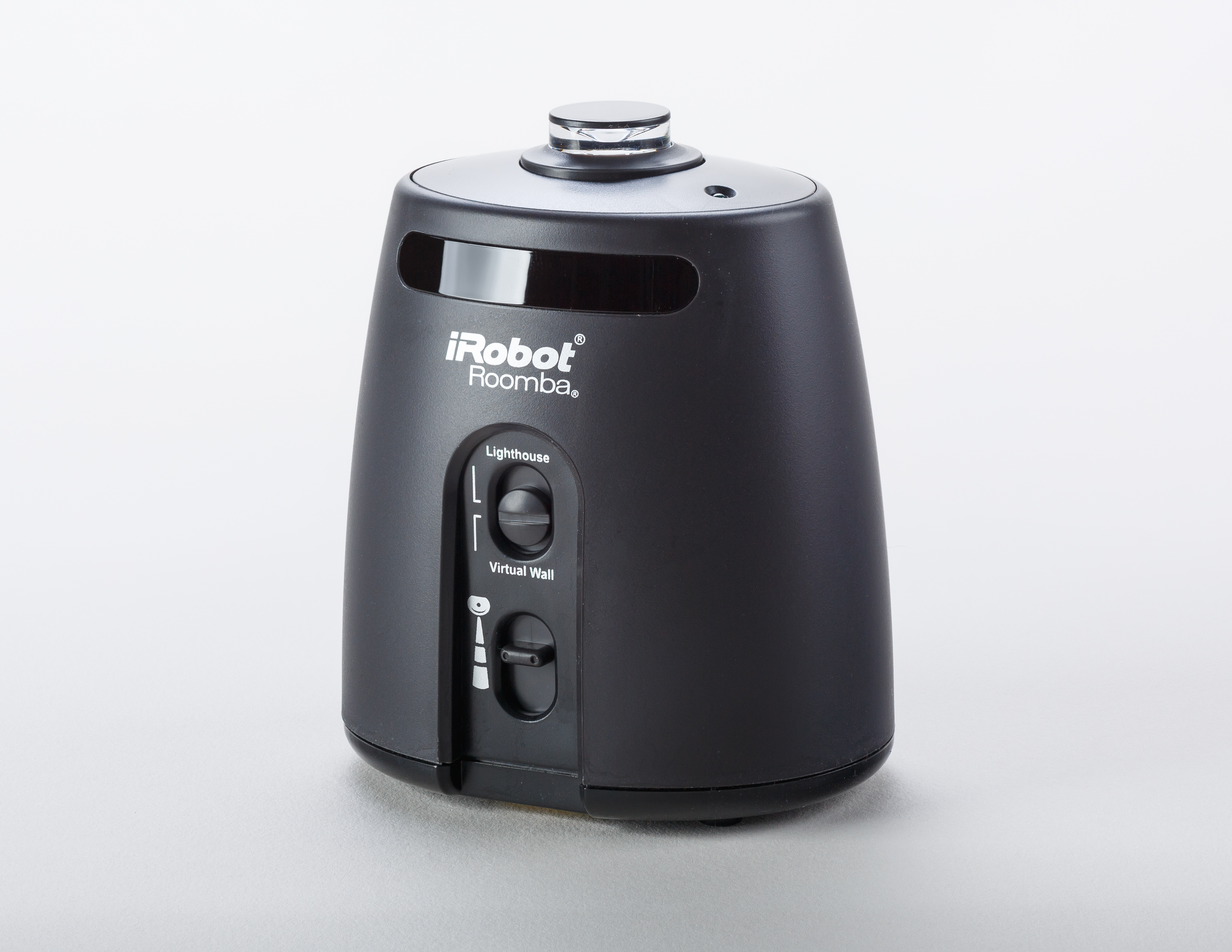
Ein "Virtual Wall Lighthouse"

Roomba ist eine Staubsaugerroboterreihe der Firma iRobot mit mehreren Modellen. Als Staubsaugroboter gehören die Modelle den Servicerobotern an.
Roomba wurde 2002 eingeführt und bis 2016 über 15 Millionen Mal weltweit verkauft. Roomba ist damit der weltweit erfolgreichste Dienstroboter.

## Arbeitsweise
Die Modelle unterscheiden sich in Ausstattung und Leistungsfähigkeit. Das Modell 581 verfügt über eine Fernsteuerung, drei „Virtual Wall Lighthouses“ und kann über eine Uhr zu einem bestimmten Zeitpunkt gestartet werden. Über die Lighthouses können nacheinander bis zu vier Räume angesteuert werden, wobei insgesamt ca. 80 m² gereinigt werden können. Nach Beendigung des Reinigungsvorgangs sucht sich das Gerät anhand der Lighthouses den Weg zurück zu seiner Ladestation, wo es automatisch andockt und dann seinen Akku wieder lädt. Andere Modelle sind auf nur 40 m² ausgelegt, haben keine Fernsteuerung, arbeiten ohne Lighthouses und haben keine Zeitsteuerung. Alle Modelle sind für den unbeaufsichtigten autonomen Betrieb gedacht. Alle Modelle ab Modell 400 aufwärts verfügen über eine dokumentierte Programmierschnittstelle.

## Kritik
Beim Betatest der Vorserienversion der Roomba J-Serie von iRobot wurden bei den Testern Aufnahmen in deren Wohnung gemacht. Dabei wurden Aufnahmen der Bewohner in allen Lebenslagen, zum Teil auf der Toilette sitzend, gemacht. Diese Daten wurden von Roomba an Dritte weitergegeben. Später tauchten diese Bilder in Sozialen Netzwerken auf. Die Betatester sahen dadurch ihre Privatsphäre verletzt.

## Sonstiges
Im April 2009 wurde Roomba in die Robot Hall of Fame aufgenommen.